# Солнечное затмение 13 ноября 2012 года
Солнечное затмение 13 ноября 2012 года — полное солнечное затмение 133 сароса, которое можно было наблюдать в Австралии и акватории Тихого океана. Частные фазы затмения были видны в южной части акватории Тихого океана, Новой Зеландии, а также частично в Индонезии, Океании, Южной Америке и Антарктиде.
По местному времени затмение наблюдалось в указанных регионах утром 14 ноября 2012 года.
Столицей солнечного затмения была северная Австралия штат Квинсленд, город Кэрнс — единственный крупный город, в котором Луна полностью закрыла Солнце. Представлял интерес небольшой город севернее Кэрнса — Порт Дуглас, в котором полная фаза затмения продлилась на 3 секунды дольше и восточная сторона горизонта была более открыта. Наилучшая погода во время затмения была в 55-80 км западнее побережья в окрестностях Маунт Карбайн.
| Наблюдение затмения в Кэрнсе  | Наблюдение затмения в Кэрнсе | Наблюдение затмения в Кэрнсе |
| ----------------------------- | ---------------------------- | ---------------------------- |
| Событие                       | Время UTC                    | Местное время                |
| Начало частной фазы           | 19:44:45 13 ноября 2012 года | 05:44:45 14 ноября 2012 года |
| Начало полной фазы            | 20:38:34 13 ноября 2012 года | 06:38:34 14 ноября 2012 года |
| Окончание полной фазы         | 20:40:34 13 ноября 2012 года | 06:40:34 14 ноября 2012 года |
| Продолжительность полной фазы | 2 минуты ровно               | 2 минуты ровно               |
| Окончание частной фазы        | 21:40:21 13 ноября 2012 года | 07:40:21 14 ноября 2012 года |

## Фотогалерея

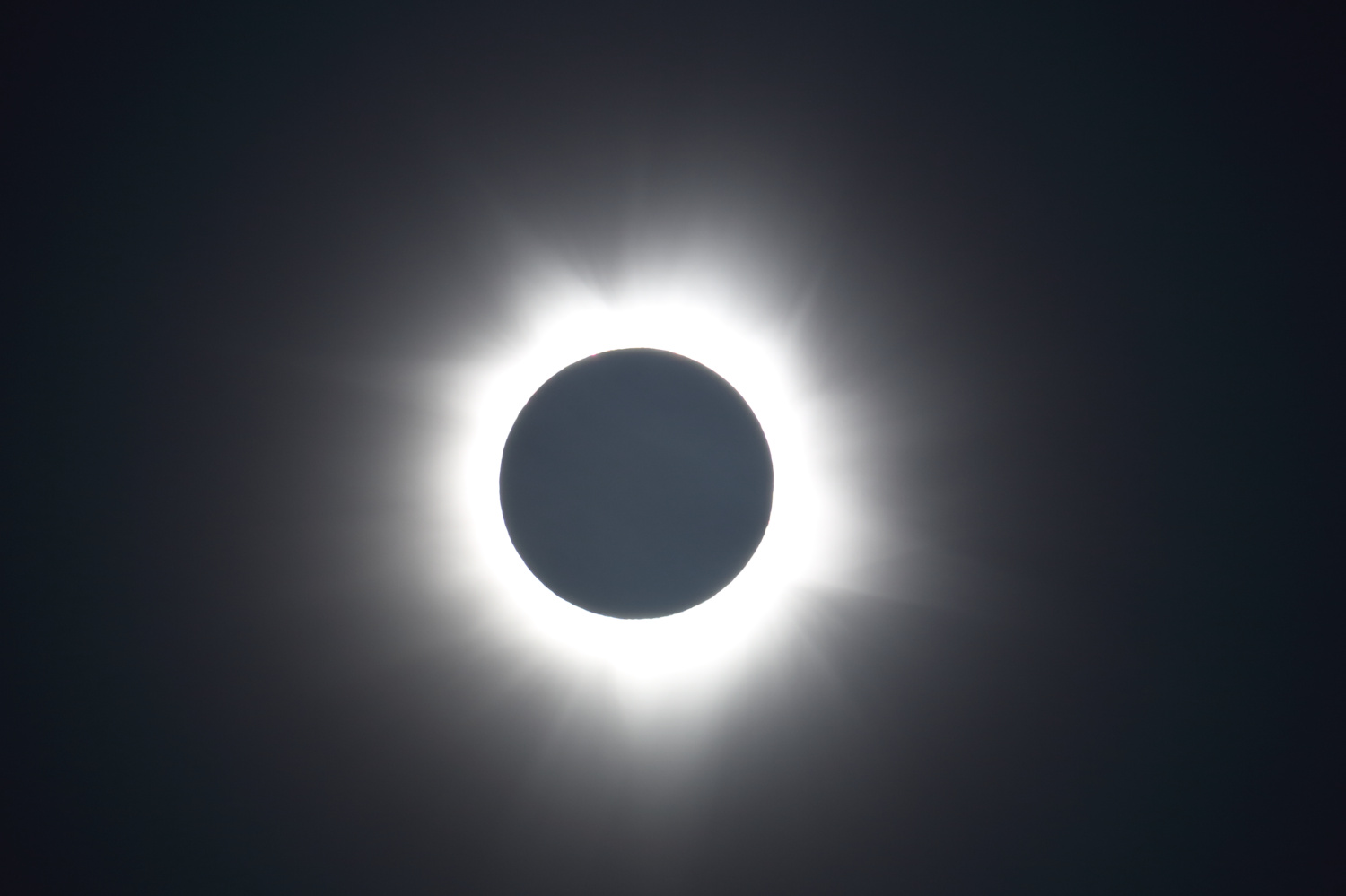
окрестности г. Маунт Карбайн, штат Квинсленд, Австралия
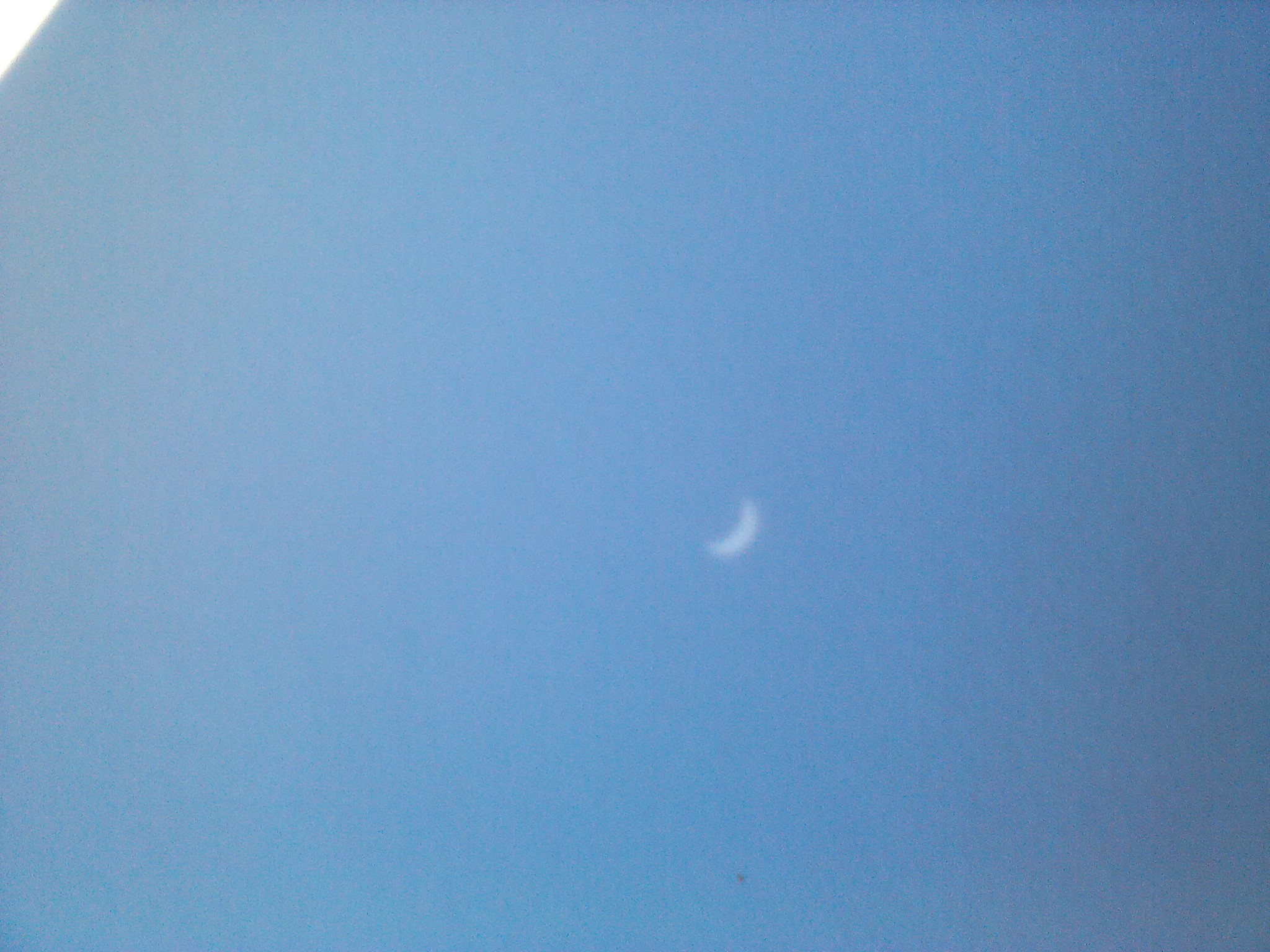
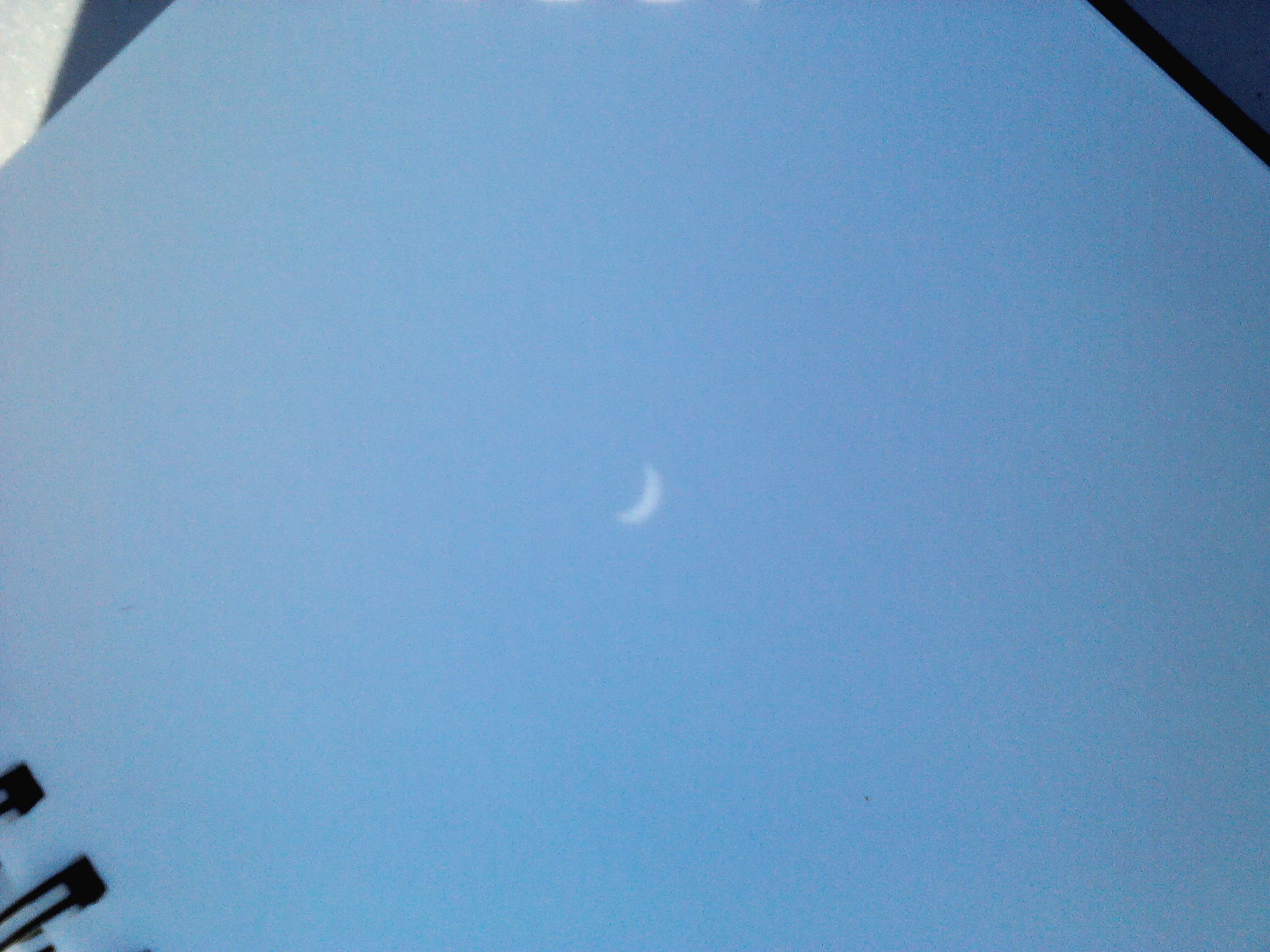
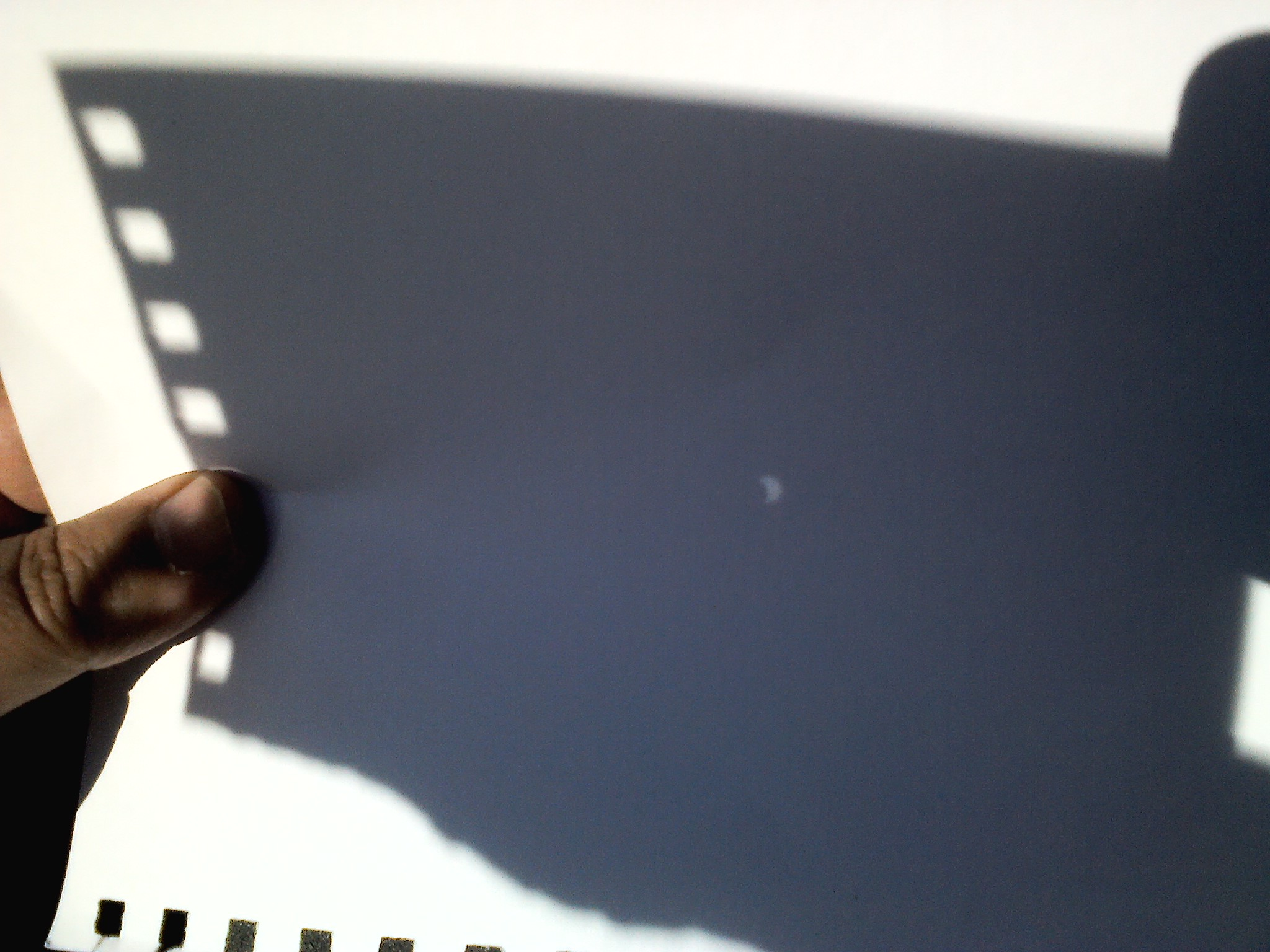
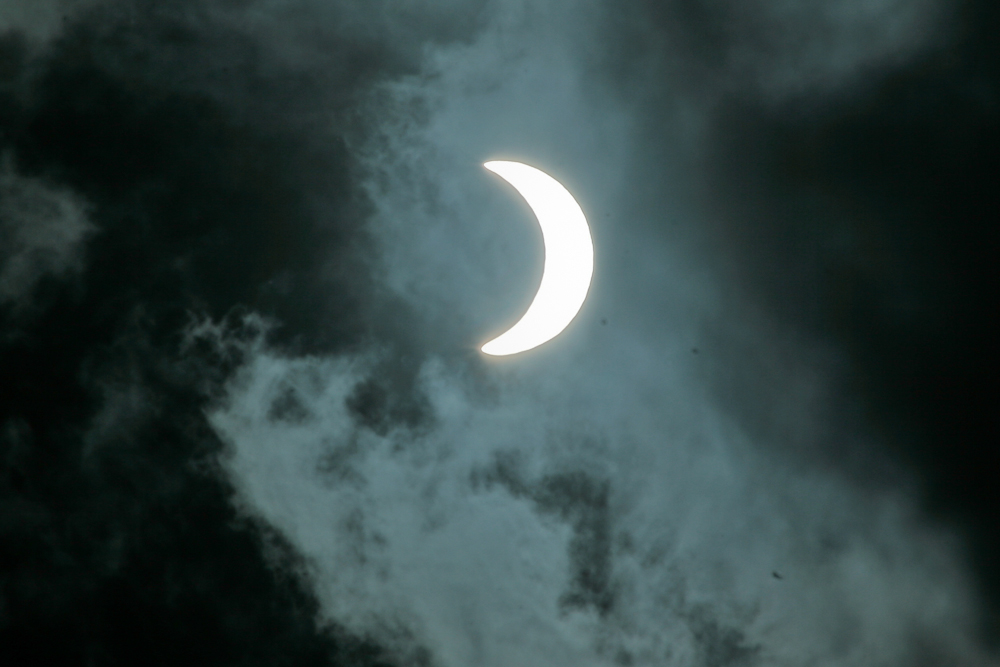
Тауранга, Новая Зеландия (10:15 по местному времени)
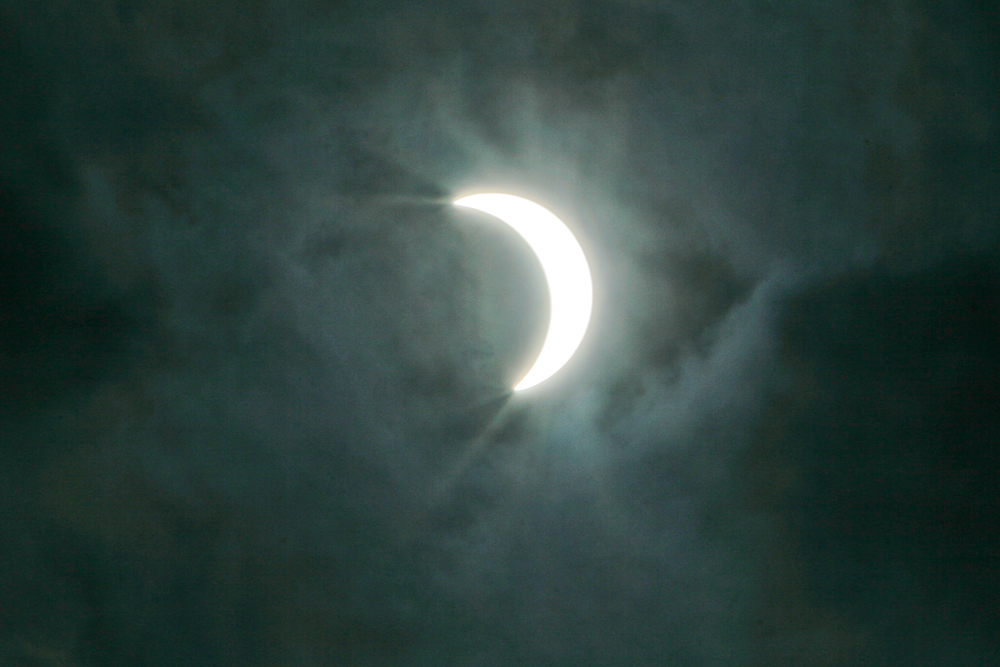
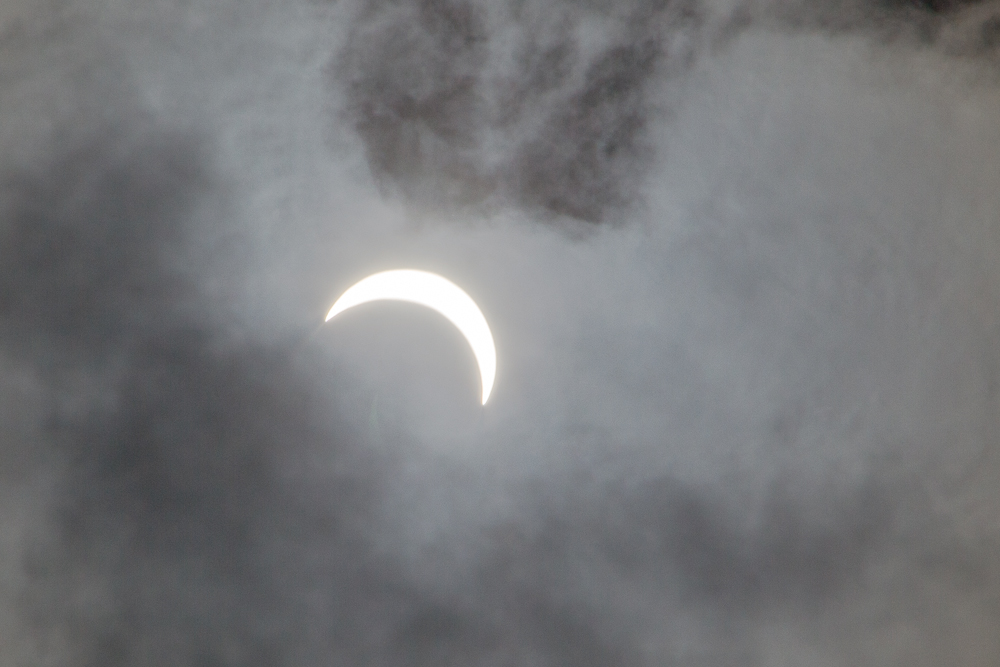